# Cáucaso Menor
O Cáucaso Menor ou Pequeno Cáucaso (em armênio/arménio:  Լեսսեր Ցաուցասուս, em azeri:  Kiçik Qafqaz Daglar, em georgiano:  მცირე კავკასიონი, em russo:  Малый Кавказ) é uma subcordilheira do Cáucaso. É uma das duas cadeias de montanhas principais do Cáucaso, com cerca de 600 km de comprimento.
O Cáucaso Menor estende-se de leste a oeste a cerca de 100 km a sul do Grande Cáucaso e até ao limite do planalto Arménio.
O Cáucaso Menor está unido ao Grande Cáucaso pela cordilheira de Souram e separado pela região da Cólquida a oeste e pelo rio Kura a leste.
O seu cume mais alto é o vulcão Aragats, que chega aos 4095 m de altitude. As fronteiras entre Geórgia, Turquia, Arménia e Azerbaijão atravessam a cordilheira do Cáucaso Menor.